# Peter E. Martin
Peter Edmund (Ed) Martin (nascido em Wallaceburg, Ontário, em 1888, faleceu em Detroit, Michigan, em 1944), foi um dos principais executivos do início da produção da Ford Motor Company.
E. Peter Martin foi contratado por Henry Ford em associação com C. Harold Wills, em 15 de dezembro de 1903, e na época foi o quinto empregado contratado.
Ele foi colocado no comando do Departamento de Montagem na Frábrica Piquette (Piquette Plant), em janeiro de 1906. Em 17 de outubro de 1906, quando Walter E. Flanders era gerente de Produção, Peter foi promovido a assistente de Thomas S. Walburn no comando ativo de todos departamentos de fabricação. Em janeiro de 1907 tornou-se superintendente, abaixo de Mr. Walburn.